# Samia Djémaa
Samia Djémaa (ur. 9 października 1963) – algierska lekkoatletka specjalizująca się w rzucie oszczepem.

## Sukcesy sportowe
- sześciokrotna mistrzyni Algierii w rzucie oszczepem – 1981, 1984, 1985, 1986, 1987, 1988[1]

| Rok  | Miasto     | Zawody                  | Konkurencja    | Wynik         |
| ---- | ---------- | ----------------------- | -------------- | ------------- |
| 1981 | Algier     | Mistrzostwa Maghrebu    | rzut oszczepem | złoty medal   |
| 1983 | Casablanca | Mistrzostwa Maghrebu    | rzut oszczepem | brązowy medal |
| 1985 | Kair       | Mistrzostwa Afryki      | rzut oszczepem | srebrny medal |
| 1985 | Casablanca | Igrzyska panarabskie    | rzut oszczepem | złoty medal   |
| 1986 | Tunis      | Mistrzostwa Maghrebu    | rzut oszczepem | złoty medal   |
| 1987 | Nairobi    | Igrzyska afrykańskie    | rzut oszczepem | złoty medal   |
| 1987 | Algier     | Mistrzostwa panarabskie | rzut oszczepem | złoty medal   |
| 1988 | Annaba     | Mistrzostwa Afryki      | rzut oszczepem | srebrny medal |

## Rekordy życiowe
- rzut oszczepem – 62,16 – Algier 19/06/1987